# Diamonds for Tears
«Diamonds for Tears» — второй сингл из альбома Revolution Roulette финской рок-группы Poets of the Fall. Релиз состоялся в Финляндии 20 мая 2008 года и содержит две версии титульного трека, а также концертную запись композиции Carnival of Rust (из тура группы 2007 года) и видео к предыдущему синглу группы — The Ultimate Fling.
Сингл не добился особого успеха, и в официальном чарте финских синглов диск Diamonds for Tears занял 13 место.
История, рассказанная в стихах головного трека, повествует о раздумьях героя по поводу сложных отношений с близким ему человеком, хотя сам он совершенно не уверен в том, что ничего не сложится: "When you’re sleepin’ next to me, I know you’re the one" («Когда ты спишь рядом со мной, я знаю, что ты та единственная»).

## Список композиций
1. Diamonds for Tears (радиоверсия)
2. Diamonds for Tears (альбомная версия)
3. Carnival of Rust (концертная версия)
4. Бонус: Видео The Ultimate Fling

## Позиции в чартах
| Чарт (2008)          | Наивысшая позиция |
| -------------------- | ----------------- |
| Чарт финских синглов | 13                |